# Arhopalus cavatus
Arhopalus cavatus es una especie de escarabajo longicornio del género Arhopalus, tribu Asemini, subfamilia Spondylidinae. Fue descrita científicamente por Pu en 1981.

## Descripción
Mide 20,5 milímetros de longitud.

## Distribución
Se distribuye por China.